# Cytinaceae
Cytinaceae A.Rich. è una famiglia di angiosperme eudicotiledoni parassite appartenente all'ordine Malvales.

## Tassonomia
In questa famiglia sono classificati due generi:
- Bdallophytum Eichler – diffuso dal Messico alla Colombia
- Cytinus L. – diffuso nel Mediterraneo, in Sudafrica, eSwatini e Madagascar

Cytinaceae è una famiglia riconosciuta a partire dal sistema APG III. Non era invece riconosciuta dal sistema Cronquist, e le specie oggi classificate in essa erano inserite nella famiglia Rafflesiaceae, ordine Rafflesiales.